# Phrynomedusa appendiculata
Phrynomedusa appendiculata is een kleine kikker uit de familie Phyllomedusidae.

## Naamgeving
De kikker werd lange tijd tot de familie boomkikkers (Hylidae) gerekend. Phrynomedusa appendiculata werd voor het eerst wetenschappelijk beschreven door Adolpho Lutz in 1925.

## Uiterlijke kenmerken
De kleur van het midden van de rug is felgroen met meestal een gele tot beige kleur van de rest van het lichaam, inclusief tenen, buik, flanken en hechtschijven. Deze soort klimt veel, en hoewel de hielen huidflappen hebben dienen deze alleen ter camouflage en niet om te kunnen zweven, zoals de vliegende kikker (Rhacophorus reinwardtii). Het voedsel bestaat uit kleine ongewervelden zoals vliegen en insectenen de larven die overdag bejaagd worden. Vijanden van de kikker zijn slangen, hagedissen en sommige vogels.

## Algemeen
Vroeger werd deze soort ingedeeld bij het geslacht Phyllomedusa, maar de soorten die alleen in Brazilië voorkomen hebben wat meer gemeenschappelijke kenmerken waardoor er vijf soorten zijn 'overgeplaatst' naar Phrynomedusa. Phrynomedusa appendiculata wordt nog geen 5 centimeter lang en is enigszins gedrongen gebouwd ten opzichte van de meeste boomkikkers, hoewel de kikker goed kan klimmen in bomen. De soort is endemisch in zuidoostelijk Brazilië, de habitat bestaat uit dichte regenwouden in bomen en hoge struiken bij stromend water in de buurt. Het is nog maar de vraag of de soort nog steeds bestaat omdat de kikker sinds 1970 niet meer is gezien, ondanks meerdere zoekacties.